# یوگریتنگا

یوگریتنگا شهری در شهرستان دولوگو در استان بازگا در بورکینافاسوی مرکزی است و جمعیت آن ۵۳۲ نفر است.